# Какаду соломонський
Какаду соломонський (Cacatua ducorpsii) — вид папугоподібних птахів родини какадових (Cacatuidae).

## Поширення
Ендемік Соломонових островів. Поширений майже на всьому архіпелазі за винятком острова Макіра (Сан-Крістобаль). Живе у тропічних дощових лісах.

## Опис
Тіло завдовжки до 34 см; вага до 360 г. Оперення біле. На голові є чуб, теж білого кольору. На внутрішній стороні крил і хвоста лимонний відтінок. Очні кільця блакитно-білі, широкі. Дзьоб світло-сірий. У самців очі чорні, у самиць — червоно-коричневі.

## Поведінка
Живе у вологих лісах з густим підліском. Всеїдний птах. Живиться плодами, горіхами, насінням, квітами, комахами та їхніми личинками тощо Гнізда влаштовує в дуплах великих дерев. У кладці — 2-3 яйця. Інкубація триває 25 днів. Насиджують обидва батьки почергово. Через 2 місяці після вилуплення пташенята залишають гніздо.